# Baní
Baní è un comune della Repubblica Dominicana di 157.316 abitanti, situato nella Provincia di Peravia, di cui è capoluogo. Comprende, oltre al capoluogo, nove distretti municipali: Villa Fundación, Matanzas, Sabana Buey, Paya, Villa Sombrero, El Carretón, Catalina, El Limonar e Las Baria.
Baní fu fondata il 3 marzo 1764 dallo spagnolo Manuel de Azlor e Urriés e tre anni più tardi, nel 1767 ricevette il titolo di città.
La regione, e la città, presero il nome da un capo delle popolazioni indigene. La parola baní, nella lingua dei Taino significa "abbondanza di acqua".